# Belum
Pour les articles homonymes, voir Belum-Temenggor.
Belum est une commune allemande de l'arrondissement de Cuxhaven, Land de Basse-Saxe.

## Géographie
Belum se situe à la jonction des estuaires de l'Oste et de l'Elbe, au bord de la mer du Nord.
La commune de Belum est composée des quartiers de Kehdingbruch, Bahrdorf, Belumerdeich, Hollanderhof, Königswisch et Westerndorf.

## Histoire
Le nom de Belum vient certainement de sa position sur l'estuaire de l'Elbe, auparavant l'entrée de l'Elbe a eu pour nom "Beilheim" ou "Belem".
Belum est mentionné pour la première fois dans un contrat entre la paroisse communale et le conseil de la ville de Hambourg le 23 mars 1377. L'église Saint-Guy est construite vers 1230. Le port de Belum est créé au Moyen Âge pour le transport du bois.
Au cours de la guerre de Trente Ans, un fort défensif est élevé dans l'estuaire de l'Oste. Durant la Seconde Guerre mondiale, on installe un canon de défense anti-aérienne pour prévenir des bombardements de Hambourg. Après la guerre, entre Belum et Kehdingbruch, l'OTAN installe un MIM-23 Hawk. Il est enlevé en 1990.
Le phare de Belum éclaire la mer du Nord et l'Elbe. Il est construit en 1904 à proximité d'un banc de sable fluvial. Il est automatisé en 1983.

### Kehdingbruch
Le nom de Kehdingbruch est composé de Kehding, « digue », et bruch, « rupture », c'est-à-dire une « terre humide endiguée. »
La première mention de Kehdingbruch date de 1404 à l'occasion de la fonte de cloches. L'église est reconstruite en 1492. L'actuelle église Saint-Georges date de 1744.
Le village se développe autour de sa forge qui a cessé et est classée.
En 1972, un référendum est organisé auprès des habitants pour choisir la fusion entre Belum et Neuhaus. Ils choisissent Belum dont Kehdingbruch est séparé par un chemin de fer. La fusion a lieu en juillet 1972.